# آلان بيرس
الان بيرس (بالإنجليزية: Allan Pearce)‏ (7 أبريل 1983 بويلينغتون في نيوزيلندا - ) هو لاعب كرة قدم نيوزلندي في مركز الهجوم. شارك مع منتخب نيوزيلندا تحت 17 سنة لكرة القدم ومنتخب نيوزيلندا الأولمبي لكرة القدم ومنتخب نيوزيلندا لكرة القدم. أما مع النوادي، فقد لعب مع نادي بارنسلي ووايتاكيري يونايتد ووركشوب تاون ‏ ولينكولن سيتي أف سي ونادي برادفورد بارك أفنيو.

## وصلات خارجية
- الان بيرس على موقع الاتحاد الدولي (مؤرشف)  (الإنجليزية)
- الان بيرس على موقع قاعدة بيانات كرة القدم.إي يو (الإنجليزية)
- الان بيرس على موقع ناشيونال فوتبول تيمز (الإنجليزية)
- الان بيرس على موقع Soccerbase.com (لاعب) (الإنجليزية)